# Dokumentenmanagement
Der Begriff Dokumentenmanagement (auch Dokumentenverwaltungssystem) bezeichnet die datenbankgestützte Verwaltung elektronischer Dokumente. Dabei ist in der deutschen Sprache auch die Verwaltung digitalisierter, ursprünglich papiergebundener Schriftstücke in elektronischen Systemen gemeint und wird in einem erweiterten Sinn auch als Branchenbezeichnung verwendet.
Bei der Verwaltung von Papierdokumenten spricht man von Schriftgutverwaltung. Zur besseren Unterscheidung wird häufig auch der Begriff elektronisches Dokumentenmanagement (englisch electronic document management, EDM) verwendet. Als Software werden Dokumentenmanagementsysteme (englisch document management system, DMS) eingesetzt.
Im englischen Sprachgebrauch steht „document management“ begrifflich eingeschränkter für die Verwaltung von Dateien mit Checkin/Checkout, Versionierung und anderen Funktionen, wie sie z. B. in Content-Management-Systemen vorzufinden sind.

## Dokumentenmanagement im engeren und im weiteren Sinne
Da sich das allgemeine Verständnis des Begriffes Dokumentenmanagement, wie ursprünglich im Amerikanischen gemeint, von der deutschen Begriffsfindung stark unterscheidet, wurde von Ulrich Kampffmeyer 1995 zwischen Dokumentenmanagement im weiteren Sinne als Branchenbezeichnung und Kategorisierung für verschiedene Dokumenten-Technologien sowie Dokumentenmanagement im engeren Sinn, dem klassischen Dokumentenmanagement amerikanischer Prägung, unterschieden.

### Dokumentenmanagement im engeren Sinne
Auf einem Dateiserver kann der Anwender eine Suche nur über Attribute wie Dateiname, Dateiendung, Größe oder Änderungsdatum realisieren. Beim datenbankgestützten Dokumentenmanagement hingegen stehen im Datensatz zu einem Dokument beliebige Felder für Metadaten oder zur Verschlagwortung zur Verfügung, so z. B. für numerische Werte wie Kunden- oder Auftragsnummer. So gekennzeichnete Dokumente sind über mehr Informationsfelder recherchierbar, als sie ein Dateiserver zur Verfügung stellt. Wesentliche Eigenschaften sind visualisierte Ordnungsstrukturen, Checkin/Checkout, Versionierung sowie datenbankgestützte Metadatenverwaltung zur Index-gestützten Dokumentensuche.
Unter den klassischen Dokumentenmanagementsystemen im engeren Sinne sind Lösungen zu verstehen, die aus der Notwendigkeit entstanden sind, Verwaltungsfunktionen für große Dateibestände zur Verfügung zu stellen. Hierzu rechnet man
- Compound Document Management,
- Electronic Filing und
- dynamische Ablagesysteme zur Verwaltung des Lebenszyklus der Dokumente vor der elektronischen Archivierung.[3]

Umfang und Funktionalität klassischer Dokumentenmanagementsysteme sind annähernd in der Norm ISO 10166 DFR Document Filing & Retrieval definiert, die jedoch keine Bedeutung erlangte.
Eine wesentliche Anwendung des Dokumentenmanagements im engeren Sinn ist die elektronische Akte, in der aus verschiedenen Quellen Informationen zusammengeführt werden. Geschieht dies zur Laufzeit und gesteuert durch die Auswertung von Attributen der Dokumente und Dokumentenklassen wie Berechtigungen oder Statusmerkmale, spricht man von der „virtuellen Akte“, die dynamisch als Sicht (englisch view) generiert wird.
Zur Abgrenzung klassischer Dokumentenmanagement-Produkte von Produkten für Document Imaging, Verwaltung von Arbeitsabläufen (engl. workflow management) und Groupware spricht man auch von Compound-Document-Management-Lösungen. Sie werden z. B. zum Produktdatenmanagement, Digital Asset Management und zur Verwaltung von Dokumenten aus Büroanwendungen eingesetzt. Dokumentenmanagement im engeren Sinn ist als Enterprise-Content-Management-System eine Komponente der übergreifenden Strategie des Enterprise Content Management (ECM).

### Dokumentenmanagement im weiteren Sinn
Unter einem Dokumentenmanagementsystem im weiteren Sinn werden verschiedene Systemkategorien und deren Zusammenspiel verstanden wie
- Dokumentenmanagement im engeren Sinn (s. o.),
- Bürokommunikation,
- Document Imaging,
- Scannen,
- Computer Output on Laserdisk (COLD),
- Verwaltung von Arbeitsabläufen (Workflow-Management),
- Groupware und
- elektronische Archivierung.

Die unterschiedlichen Dokumenten-Technologien sind in starkem Maße voneinander abhängig, der Einsatz einer Komponente ist im Allgemeinen nicht ohne den Zugriff auf andere Komponenten sinnvoll. Allen Produktkategorien ist gemeinsam, dass unterschiedliche Arten von Dokumenten – gescannte Faksimiles, Faxeingang, Dateien aus Büroanwendungen, Multimediaobjekte usw. – datenbankgestützt und unabhängig von herkömmlichen hierarchischen Dateimanagern verwaltet werden. Der Einsatz von Datenbanken erlaubt die Handhabung großer Datenmengen und einen direkten Zugriff auf einzelne Dokumente und Dokumentengruppen. In diesem Zusammenhang ist zum Beispiel der Bereich Imaging (Erfassung, Darstellung und Ausgabe von gescannten Dokumenten) unter dem Gesichtspunkt zu betrachten, dass es sich hierbei nur um eine spezielle Art von Dokumenten handelt. Die elektronische Archivierung wird dem Umfeld Dokumentenmanagement zugerechnet. Dokumentenmanagement im weiteren Sinn wird im deutschsprachigen Raum häufig mit Enterprise Content Management (ECM) gleichgesetzt.
Immer häufiger werden Dokumentenmanagementsysteme als Informationsbasis für Organisationsprogramme eingesetzt. Dies ist als Konsequenz der Bereitstellung von Dokumenten für einen großen Benutzerkreis – beispielsweise ein ganzes Unternehmen – zu sehen. Die Erledigung von Geschäftsprozessen wird in unmittelbarem Zusammenhang mit den entsprechenden Dokumenten ermöglicht. Den Zugang zu den dafür notwendigen Daten wird allen mit der Bearbeitung betrauten Stellen gleichzeitig gewährleistet. Die Erledigung der Aufgaben, Aufträge usw. wird damit in logischer und zeitlicher Abfolge als Arbeitsablauf unterstützt. Ein Berechtigungssystem, das die Zugriffe auf einzelne Dokumente und Geschäftsprozesse verwaltet, ist hierfür einzurichten, um möglichen Missbrauch zu vermeiden.

## Einsatzgebiete
Dokumentenmanagementsysteme sind komplexe Systeme aus Datenbankservern mit den Dokumentendaten, Dateiservern, auf denen Dokumente im Bearbeitungszustand gehalten werden (im Englischen „Vaults“ genannt), mehrstufigen Archivierungssystemen, auf denen Dokumente im Endzustand gespeichert werden, Konvertierungsservern, die diesen Endzustand im Langzeitdateiformat herstellen, und Kommunikationsservern, die die Transaktionen an das Zentralsystem auf Netzwerkprozessebene verwalten.
Zum Zugriff auf das Zentralsystem gibt es Client-Programme auf der Grundlage der Client-Server-Technik oder neuerdings auch der Web-Technik, die dezentral auf den Netzwerk-PCs der Benutzer, letztere in deren Internet-Browser laufen, die Nutzeranfragen über das Netzwerk weiterleiten und die Systemantworten über das Netzwerk empfangen und dem Nutzer anzeigen.
Aufgrund dieser komplexen Technik sind Hardwareanschaffungen, Softwarelizenzen, aber vor allem Betrieb und Betreuung für derartige Systeme extrem teuer. Nicht unterschätzt werden darf auch der hohe Administrationsaufwand für Benutzerrollen, -rechte, Schlagwort-Wörterbücher (Klassifikationssysteme) u. ä.
Oft hängen an einem umfassenden Dokumentenmanagement auch weitere personal-erfordernde Dienste, wie Vorlagenmanagement-Abteilung, Scan-Abteilung, zentrales Druck- und Druckverteil-Zentrum, formale Prüfdienste, Dokumenten-Import und -Export-Dienste (elektronische Kundenschnittstelle), System-Hotline in bis zu 3 Level u. ä.
Der wesentliche Vorteil der leichteren und langfristigeren Wiederauffindbarkeit wird nicht allein durch das elektronische System sichergestellt, sondern durch die Aufstellung und Pflege von Schlagwort-Wörterbüchern (Klassifizierungssysteme, Thesaurus), Dokumentenklassen und die entsprechende Verschlagwortung bei der Ablage/beim Speichern von Dokumenten.
Dieses und die durch die Systemkomplexität im Vergleich zu der Dokumentenablage auf einfachen Dateiservern im Firmennetzwerk mindestens um den Faktor zwei langsamere Ablage von Dokumenten verursacht mehr Aufwand bei allen Mitarbeitern, die ihre Dokumente mit einem Dokumentenmanagementsystem ablegen. Dieser größere Aufwand kommt durch geringeren Aufwand beim Suchen wieder herein, wobei jedoch zu berücksichtigen ist, dass nicht auf jedes in einem Unternehmen einmal abgelegte Dokument noch einmal zugegriffen werden muss.
Der eigentliche Mehrwert eines Dokumentenmanagementsystems entsteht vor allem, wenn Dokumente nach langer Zeit aufgrund gesetzlicher Erfordernisse wiederaufgefunden werden müssen und durch das Wiederauffinden finanzielle Sanktionen vermieden werden können, die für ein Unternehmen erheblich sein können. Auch können durch das Auffinden alter Dokumente kostenintensive Doppelentwicklungen vermieden werden.
Da die meisten Unternehmen für solche Langzeit-Risiken nicht pauschal Rückstellungen treffen, ist der sog. Return-On-Investment für den Einsatz von Dokumentenmanagementsystemen kaufmännisch nur schwer ermittelbar.
Des Weiteren ergeben sich kaufmännisch ebenfalls schwer zu quantifizierende Qualitätsvorteile, die vor allem auch in den Kundenbeziehungen zur Geltung kommen.
Weitere betriebswirtschaftliche Herausforderungen stellen die Fixkosten für Softwarelizenzen, Betrieb und Betreuung einerseits und die beträchtlichen Kosten pro Anwender für arbeitsplatz-/prozessspezifische Konfiguration, Training und für das „interne Marketing“ der Einführung der Dokumentenmanagement-Anwendung und der genannte Arbeitszeiteinsatz pro Anwender dar.
Während die Kosten mit steigender Anwenderzahl stetig zunehmen können, sinkt mit steigender Systemanwendung im Unternehmen das Risiko der Nicht-Auffindbarkeit wichtiger Dokumente. Dagegen sind die Kosten bei geringster Anwenderzahl zwar auf den ersten Blick relativ am niedrigsten, wegen der hohen Fixkosten jedoch weiterhin erheblich, und es steht diesen erheblichen Kosten dann so gut wie kein Nutzen gegenüber.
Oftmals stoßen zentrale Dokumentenmanagementsysteme heute noch an Grenzen, etwa bei mobilen Mitarbeitern mit internationaler Geschäftstätigkeit. Hierfür wären „Koffer-Packen“- und „Synchronisations“-Funktionen mit z. B. projektweisen Kopien von Dokumentenbeständen auf Laptops als Dokumentenmanagement-Funktion erforderlich. Solche Funktionserweiterungen moderner Systeme halten jedoch immer mehr Einzug.
Zwar bieten die meisten Dokumentenmanagementsysteme an, elektronisch navigierbare Relationen zwischen im System abgelegten Dokumenten zu erstellen, jedoch fehlt es an Verwaltungsmöglichkeiten für modular zusammengebaute Dokumente, bei denen z. B. ein Dokument als Teil eines anderen angezeigt wird (vgl. Funktionalität der Hyperlinks, OLE, eingebettete Grafiken u. ä.). Oftmals sind solche Beziehungen bei aus einem Dokumentenmanagementsystem heraus geöffneten Dokumenten durch die entsprechende Applikation dann nicht mehr auflösbar. Die Abhilfe der Arbeitsanweisung an die Mitarbeiter, auf derartige Modularisierungen zu verzichten, bringt dann wieder einige Nachteile mit sich, die der Einsatz von Dokumentenmanagement eigentlich beseitigen soll, nämlich Doppelarbeit und Doppelablage gleicher Dokumente(nmodule) und Probleme bzgl. der Aktualität solcher Mehrfachinstanzen.
Ein Problem stellen Pflege und Schulung der Schlagwort-Wörterbücher (auch Klassifizierungssysteme oder Thesauri genannt) dar. Die für die Pflege des Thesaurus zuständige Organisationseinheit ist oft mit den inhaltlichen Bedeutungen der Schlagwörter und damit mit der Sicherstellung von Einordnungsrichtigkeit und Redundanzfreiheit überfordert. Sie gibt deshalb häufig den Anträgen auf neue Ablage-Begriffe zu leichtfertig nach. Andererseits überblicken die Antragsteller aus den Geschäftsprozessen oft nicht den bestehenden Aufbau der Schlagwortstruktur. Die Folge ist ein babylonisches Gewirr an Schlagwortsystemen und -redundanzen, das den Vorteil des leichten Wiederauffindens von Dokumenten in einem Dokumentenmanagementsystem nach inhaltlichen Kriterien schnell in Frage stellt. Hier können Dokumentenklassen mit Vererbungsmechanismen Abhilfe schaffen.
Selbstlernende Systeme mit Ähnlichkeitsvektoren und/oder neuronalen Netzen, mindestens aber die Möglichkeit der Volltextsuche wären hier die Lösung. Solche Techniken werden heute aber noch nicht bei allen Dokumentenmanagementsystemen angeboten bzw. führen bei einer zu großen Menge von Dokumenten zu einer dem Anwender nicht mehr zumutbaren Beeinträchtigung der Performance seiner Suchanfragen, weshalb solche Möglichkeiten in der Konfiguration des Dokumentenmanagementsystems oftmals deaktiviert werden, auch wenn sie prinzipiell vorhanden sind.
Der Einsatz von Workflow-Management-Komponenten muss mit einem entsprechenden konventionellen Ressourcen-Management einhergehen. Die schnelle, elektronische Weiterleitung der Arbeitsschritte nützt nichts, wenn im Prozess Flaschenhälse an Arbeitskapazität den Bearbeitungsfluss immer wieder zum Halten bringen. Immerhin bietet die Transparenz durch Workflow-Protokolle die Gelegenheit zum Auffinden solcher Flaschenhälse. Berichtsmäßige Auswertungen verbieten sich in Deutschland jedoch durch entsprechende Arbeitnehmerschutz-Vorschriften.
Bei höheren Geschäftsprozessen dürfen Workflows auf keinen Fall zu starr programmiert werden, da sonst die konventionelle Abarbeitung z. B. per Klärungen durch gemeinsame Sitzungen klar im Vorteil ist und durch das Dokumentenmanagementsystem nicht unterstützt werden kann.
Es ist häufig schwierig, die Verwendung von Dokumentenmanagementsystemen bei allen Anwendern durchzusetzen. Dies gilt für die Anwendung elektronischer Workflows wie für die umständlichere Ablage von Dokumenten. In vielen Unternehmen ist die Arbeitslast pro Mitarbeiter durch Rationalisierungsmaßnahmen heute derart verdichtet, dass den Mitarbeitern Mehraufwände für administrative Tätigkeiten kaum als dauerhaft durchhaltbar erscheinen.
Oft werden die implementierten Berechtigungskonzepte auch als zu offen empfunden. Man kann durch Offenheit den Nutzen vergrößern, aber auch verkleinern, wenn zu große Offenheit die Mitarbeiter abschreckt, ihre Dokumente mit dem Dokumentenmanagementsystem abzulegen.
Eine wichtige Voraussetzung ist deshalb, dass das Unternehmensmanagement, d. h. die Führungskräfte auf allen Ebenen, voll hinter der flächendeckenden Verwendung eines Dokumentenmanagementsystems mindestens für alle wesentlichen Dokumente steht. Das Management muss sich der oben beschriebenen betriebswirtschaftlichen Auswirkungen bewusst sein und diese entsprechend verantworten und konsequent vertreten. Ein Vorantreiben des Systemeinsatzes durch die EDV-Abteilung allein reicht nicht aus.
Das Dokumentenmanagement unterscheidet sich je nach Art der Dokumente und Anwendungsbereiche, die sich wiederum überschneiden können:

### Kaufmännische Dokumente
Ein Großteil der Dokumente in Unternehmen hat kaufmännischen Charakter. Für Handelsbriefe, Belege, steuerrelevante Daten und andere Vertrags- und Geschäftsinformationen existieren Vorgaben für die Aufbewahrung (in Deutschland z. B. Abgabenordnung, GoBD und andere). Geschäftspost kann nach dem Scannen vernichtet werden, wenn die Informationen vollständig, indexiert und unverändert in eine revisionssichere elektronische Archivierung überführt werden. Originär elektronisch entstandene Dokumente müssen auch in elektronischer Form mit Dokumentenmanagementsystemen verwaltet werden. Das Dokumentenmanagement von kaufmännischen Dokumenten wird häufig mit ERP-Systemen verbunden, da in diesen Kunden und Transaktionsdaten zu den Dokumenten verwaltet werden. Auch E-Mails können kaufmännische Dokumente darstellen und sind entsprechend elektronisch im Sachzusammenhang mit Dokumentenmanagementlösungen zu verwalten.

### Technische Zeichnungen
In Konstruktionsbüros, Maschinenbauunternehmen und ähnlichen Unternehmen werden technische Zeichnungen aufbewahrt. Es kann sich dabei um Zehn- oder gar Hunderttausende von oftmals großformatigen Zeichnungen handeln, die typischerweise in großen Schubladen flach aufbewahrt werden. Die Referenzen heißen hier Zeichnungsnummern, müssen aber nicht unbedingt Zahlen sein. Das technische Dokumentenmanagement erlaubt in diesem Fall die Suche nach Art der Zeichnung, insbesondere auch des Auftraggebers, und stellt die Zeichnungsnummer zur Verfügung. Daneben werden weitere Produktionshinweise, etwa geeignete Maschinen, mit angegeben. Die Zeichnungen werden meist formatabhängig abgespeichert.

### Bibliotheken
Bibliotheken bieten Katalogsysteme an, mit denen man den Bestand durchsuchen kann. Hierbei umfasst das Dokumentenmanagement aber nicht die Dokumente (Medien) selbst, sondern nur Verweise auf deren Inhalte und Standort; hierzu wird heutzutage häufig der OPAC benutzt.

### Behördenakten
Behörden erzeugen und verwalten eine Vielzahl von Dokumenten. Sie sind nach Sachgesichtspunkten in Akten zusammengefasst. Akten werden üblicherweise in der Registratur verwahrt und vom Sachbearbeiter angefordert. Die Anforderung erfolgt meistens über das Aktenzeichen, und die Ausgabe wird oftmals über eine Registratur-Software verwaltet. Über die Art des Aktenzeichens gibt es detaillierte Vorschriften, die jedoch von Behörde zu Behörde verschieden sind. Basis für die Aktenzeichen ist der jeweilige Aktenplan der Verwaltung, basierend auf den einheitlichen Aktenplänen der jeweiligen Länder. Ohne Aktenzeichen kann eine Akte in der Regel nicht mehr aufgefunden werden. Für die Verwaltung elektronischer Akten bei Behörden wurde das DOMEA-Konzept entwickelt. Dieses eignet sich jedoch weniger für die Anwendung in kleineren Verwaltungen und Verwaltungsverbänden auf kommunaler Ebene.

### Privathaushalt
Für den Privathaushalt kann ein Dokumentenmanagementsystem als elektronische Ablage für persönliche Dokumente eingesetzt werden. Wird jeder Scan zusammen mit Metadaten versehen (etwa mit Einlesedatum und Schlagwörtern) und beispielsweise als schreibgeschützte PDF-Datei gespeichert, erübrigt sich teilweise die Ablage von Papierdokumenten. Manche Rechnungen werden ohnehin nur noch elektronisch empfangen, und einige Dokumente wie etwa Gebrauchsanleitungen sind im Internet verfügbar.
Eine regelmäßige Sicherungskopie ist auch für den Privathaushalt von entscheidender Bedeutung. Zudem müssen Angehörige wissen, wie sie im Notfall auf die Dokumente zugreifen können. Bestimmte Unterlagen werden weiterhin im Original benötigt, insbesondere Ausbildungs- und Berufsunterlagen (Ausbildungsurkunden, Abschlusszeugnisse, Dienstzeitbescheinigungen, Arbeitsverträge, Gehaltsabrechnungen und Sozialversicherungsunterlagen), amtliche Urkunden (Geburtsurkunde, Stammbuch, Pass, Taufschein, Heiratsurkunde, Sterbeurkunden von Familienangehörigen) sowie andere wichtige Dokumente (etwa ärztliche Gutachten, Versicherungsscheine) ebenso wie ggf. Testament, Vorsorgevollmacht, Betreuungs- und Patientenverfügung. In der Praxis nutzen allerdings nur wenige Privathaushalte elektronische Dokumentenmanagementsysteme für wichtige Unterlagen.

### Sonstiges
Zahlreiche Organisationen, Unternehmen und Institutionen bewahren Dokumente auf, so z. B. Krankenhäuser, Geschäftsunternehmen, Vereine, Selbständige, Forschungsinstitutionen usw. Die grundlegenden Probleme des Wiederauffindens sind überall die gleichen. Gleichwohl sind alle Fälle anders gelagert. So ist die Anzahl der Dokumente von Bedeutung. Es ist ein Unterschied, ob nur zehntausend oder mehrere Millionen von Dokumenten verwaltet werden müssen. Die Vertraulichkeit der Dokumente ist sehr unterschiedlich; manche sind geheim, andere sind öffentlich. Auch die Frage, wer Dokumente sucht, ist wesentlich. Ist dies das breite Publikum, müssen die Darstellungsformen aus sich selbst heraus verständlich sein. Greift nur ausgebildetes Personal zu, ist dies nicht erforderlich und in Fällen vertraulicher Unterlagen auch nicht erwünscht. Auch ist erheblich, ob sich die Dokumente verändern oder nicht, ob sie revisionssicher gespeichert werden sollen oder nicht, ob sie wesentlich anwachsen oder nicht, ob häufig oder nur sehr selten auf sie zugegriffen werden soll oder wie groß generell die Datenmenge ist. Je nachdem müssen Dokumentenmanagementsysteme unterschiedlich ausgelegt werden.
Des Weiteren ist es möglich, mithilfe von Dokumentenmanagementsystemen auch Bereiche wie Qualitätsmanagement, Leistungsmanagement und Ressourcenmanagement technisch zu unterstützen und damit effizienter zu machen.

## Betriebswirtschaftliche Betrachtung des Dokumentenmanagements
Für den Nutzen und die Wirtschaftlichkeit des Einsatzes von elektronischen Dokumentenmanagementsystemen sprechen folgende Argumente:
- Gewährleistung der leichten Wiederauffindbarkeit von Dokumenten (Suchmaschine, Verschlagwortung, automatisierte Vergabe eindeutiger Dokumente-Identifikatoren)
- Gewährleistung der langfristigen Lesbarkeit von Dokumenten (durch automatische Konvertierung in aller Voraussicht nach „zeitlose“ Dateiformate wie TIFF oder PDF/A)
- Gewährleistung der gesetzlichen Archivierungsfristen (teils bis zu 30 Jahren)
- Verwaltung von Bearbeitungsständen (Versionen)
- Unterstützung der Dokumentenerstellung (Vorlagenverwaltung, Dokumentbeauftragungs-Workflow, Lese-Schreib-Synchronisation bei Dokumentenerstellung im Team, Prüf-, Freigabe-, Verteil- und Archivierungs-Workflow)
- Automatisierung von Geschäftsprozessen mit Dokumenten
- Gewährleistung eines Zugriffsberechtigungskonzeptes (Informationssicherheit und Datenschutz)
- Protokollieren sämtlicher Manipulationen an den Dokumenten und der Weiterleitungen der Dokumente (Audit Trail)
- Vermeiden von Speicherplatzkosten, die durch Mehrfachablage von Dokumenten entstehen (auf den E-Mail-Servern, auf Projekt-, Abteilungs- und Benutzerlaufwerken)
- Verhindern von Unklarheiten über die Gültigkeit von Dokumentenständen und Konflikten durch parallele Änderungen
- Verhindern von Doppelarbeit und Doppelablage

## Weiterentwicklung des Dokumentenmanagements

Dokumentenmanagement als Bestandteil eines übergreifenden Enterprise Content Management. Quelle: AIIM / Project Concult 2003

Durch die Zusammenführung herkömmlicher Techniken des Dokumentenmanagements (im weiteren Sinn) mit Internettechniken, Web-Content-Management und Portalen entstand Ende der 1990er Jahre ECM (Enterprise Content Management). Dokumentenmanagement gilt heute oft nur noch als eine integrierte Komponente von übergreifenden Systemen mit Workflow, Collaboration, Records Management, elektronischer Archivierung, Inputmanagement und Outputmanagement. Übergreifend hat sich seit etwa dem Jahr 2000 der Begriff Dokumenten-Technologien oder (englisch) Document Related Technologies (DRT) eingebürgert. Information Lifecycle Management (ILM) überlappt sich zunehmend mit den traditionellen Funktionen von Dokumentenmanagement.

## Dokumentenmanagementsysteme

### Freie Software
Seit einiger Zeit gibt es auch Freie Software für DMS (unter lizenzgebührenfreien Open-Source-Lizenzen). Freie DMS-Software kann von Unternehmen selbst installiert und genutzt werden. Es gibt jedoch auch Systemhäuser, die sich auf freie DMS-Programme spezialisiert haben und auf Basis dieser Software kostenpflichtige Dienstleistungen erbringen.
Die Vorteile eines freien Systems liegen einerseits in der Möglichkeit, das Programm selbst seinen Bedürfnissen anzupassen oder Fehler zu beheben, andererseits kann das Investitionsvolumen deutlich gesenkt werden. Die entstehenden Freiräume innerhalb des Budgets können intensiver für die meist erforderlichen Anpassungen genutzt werden. Zudem steht ein lizenzkostenfreies System der Länge des gewählten Einführungszeitplans neutral gegenüber, da im Zeitverlauf keine Kosten anfallen. Auch in der Folge der Investition ist die beliebige und prinzipiell kostenlose Skalierbarkeit des Systems von Vorteil (abgesehen von indirekten Kosten wie Bereitstellung der Infrastruktur, die aber bei allen derartigen Installationen zu berücksichtigen sind).
Freie DMS-Systeme sind technisch gesehen durchaus konkurrenzfähig, von Bedeutung bei der Auswahl sind jedoch Fragen der Haftung sowie die Themen Weiterentwicklung, Wartung und Service. Durch die allgemeine Verfügbarkeit des Quellcodes bieten freie DMS-Systeme ansonsten prinzipiell eine größtmögliche Unabhängigkeit vom Hersteller und damit eine zumindest theoretisch größere Zukunftssicherheit, die ausschließlich von den dauerhaften Nutzenvorstellungen der Anbieter und Anwender abhängig ist. Ein für die Zukunftssicherheit wichtiger Aspekt ist die Verfügbarkeit von Know-how bezüglich der Systeme. Eine große Community sorgt dabei für die gewünschte Unabhängigkeit und Verfügbarkeit des Wissens rund um das jeweilige DMS. Gerade auch in öffentlichen Verwaltungen ist solch eine Zukunftssicherheit besonders wichtig. Hier gilt es auch nach Jahrzehnten auf archivierte Dokumente zugreifen zu können. Dies wird durch die Verwendung von freier Software und offenen Dokumentenformaten begünstigt.
Zur freien Software gehören die Programme
- Alfresco (Community Edition)
- bitfarm-Archiv
- LogicalDOC (Community Edition)
- Main Pyrus DMS
- Nuxeo EP
- Open-Xchange

### Proprietäre Software
Zur proprietären Software gehören die Programme
- Alfresco (Enterprise Edition)
- BSCW
- Elektronischer Leitz-Ordner (ELO)
- Fabasoft Folio
- IBM FileNet
- LogicalDOC (Enterprise Edition)
- Microsoft SharePoint Server (nur Teilfunktionen eines DMS)
- Xerox DocuShare
- Easy Software